# Римска митологија
Римска митологија је скупина традиционалних прича које се односе на легендарно поријекло античког Рима и религијски систем, који је представљен у књижевности и визуелној умјетности Римљана. „Римска митологија” може се такође односити на савремено проучавање ових приказа и на тему која је представљена у књижевности и умјетности других култура у било ком периоду.
Римљани су своје традиционалне приче обично третирали као историјске, чак и ако су имале чудесне или натприродне елементе. Приче се често баве политиком и моралом и како се лични интегритет појединца односи на његову одговорност према заједници или римској држави. Хероизам је био важна тема. Када се у причама говори о римској религијској пракси, више се пажње поклања ритуалима, аугурима и институцији, него теологији или космогонији.
Проучавање римске религије и митологије је отежано утицајем грчке религије на Апенинско полуострво током римске протоисторије и каснијом умјетничком имитацијом грчких књижевних модела од стране римских аутора. Што се тиче теологије, Римљани су били необично вољни да своја божанства идентификују са грчким (interpretatio graeca) и поновно интерпретирају приче о грчким божанствима под именима њихових римских двојника. Рани римски митови и легенде су такође имали динамичан однос с етрурском религијом, која је недовољно документована.
Док римској митологији можда недостаје тако опсежна скупина прича о божанствима као у грчкој књижевности, прича о Ромулу и Рему који сисају вучицу је позната као и свака прича из грчке митологије, осим о Тројанском коњу. Зато што је латинска књижевност била познатија у Европи током средњег вијека и до ренесансе, римске интерпретације грчких митова често су имале већи утицај на приче и сликовне приказе „класичне митологије” него грчки извори. Нпр. верзије грчких митова у Овидијевим Метаморфозама, које су написана за вријеме Августове владавине, сматране су канонским.

### Књижевни извори
Елементи изворне римске митологије који су сачувани у литерарним изворима, посебно у делима песника и историчара Аугустова доба, толико је „заоденута у рухо грчког мита” да делује као књижевна инвенција, као „псеудомитологија”. Приче које се налазе у самом средишту римске митологије ― легенде о Енејином доласку у Лациј и о оснивању града Рима ― прво су споменуте код грчких аутора. Већ Хомер говори о томе да ће Енеја продужити тројанску краљевску лозу, Стесихор (око 550. п. н. е.) можда је у некој песми споменуо Енејин одлазак из опустошене Троје, а Хеланик из Митилене (око 500. п. н. е.) зна и за причу о Одисејевом и Енејином доласку у Лациј. Ту линију следе Тимеј из Тауроменија (око 356–260. п. н. е.), који у својој Историји одушевљено пише о томе како Енеја из разорене Троје уместо блага на леђима износи свога оца, Анхиза, и кипове предачких богова, те песник Ликофрон (око 295. п. н. е.), који у спеву Александра већ предсказује будућу величину Рима.
Римљани су ове грчке приче вероватно прихватили тек у 3. веку п. н. е, како се закључује на темељу фрагмената првих римских песника ― Ливија Андронија, Гнеја Невија и Квинта Енија. Ливије Андроник (око 280–204. п. н. е.) превео је, заправо препевао, Хомерову Одисеју на латински и написао више драма с темама из тројанског циклуса и мита о Персеју, при чему је грчка божанства често замењивао италским. Гнеј Невије (око 270–201. п. н. е.) писао је драме с тематиком из римске историје, тзв. претексте, а у трагедији Ромул заменио је грчки мит римском легендом. У то је време истакнути римски сенатор Фабије Пиктор саставио, на грчком језику, своју аналистичку историју Рима, где је говорио и о легендарној прошлости Рима, коју је везао за тројански рат и Енеју. Квинт Еније (239–169. п. н. е.) написао је спис Еухемер или света историја (лат. Euhemerus sive sacra historia), где је на рационалистички начин, по узору на Грка Еухемера, тумачио постанак различитих божанстава, који су некада, ако нису само персонификације природних сила, заправо били моћни и славни владари којима су се указивале божанске почасти. С друге стране, бројне Енијеве трагедије, писане углавном по узору на Еурипида, популаризовале су грчке митове о Ифигенији, Меланипи, Медеји, Телефу и Тијесту. Легенду о отмици Сабињанки обрадио је у изгубљеном претексту Сабињанке, а целу је легендарну прошлост Рима изложио у свом историјском спеву Анали, који је такође већим делом изгубљен. Нису сачувани ни Постанци (Origines), у којима је Катон Старији у раздобљу од скоро двадесет година (око 168–149. п. н. е.) описивао легенде о оснивању не само Рима, него и многих других италских градова.
Велики римски учењак и полихистор Марко Теренције Варон (116–27. п. н. е.) устврдио је да су Римљани одавно заборавили своју традицију, те се о боговима древног римског пантеона више ништа не зна. Написао је обимно дело Старине (Antiquitates), где је, у 41 књизи, прикупио податке о световним профаним старинама; Премда је то дело у потпуности изгубљено и не може се знати какве су се тачно приче ту налазиле, чини се, ипак, да неку изворно римску митолошку грађу није пронашао, јер су се његови савременици и следбеници ― Цицерон, Вергилије, Хорације, Ливије и Овидије ― при излагању легендарних догађаја и даље служили само обрасцима грчког мита. С друге стране, о раној присутности приче о Енеји међу Римљанима сведочи један фрагмент који Варон наводи из древне песме за коју каже да се зове Песма Пријамова (Carmen Priami), а која је састављена вероватно негдје у време Ливија Андроника. У Вергилијевој су Енеиди филолози пажљивом анализом успели да открију тек понеки траг старог римског и италског предања (утемељење Паренталија, Аполон из Соракте), али и они се више односе на култ него на митологију, а и проткани су изванредном ученошћу с елементима разноликим ― питагорејским, орфичким, платонским и стоичким. Тит Ливије (59. п. н. е.–17 н.е.) у свом опсежном делу Од оснивања града (Ab Urbe condita) идеализује прошлост, а мит рационализује и подређује патриотским осећањима и тренутним политичким приликама. Овидије (43. п. н. е.–око 17. н.е.) у великој митолошкој песми Метаморфозе (Metamorphoses) даје преглед главних грчких митова о чудесним трансформацијама које објашњавају постанке вода, стења, биљака, животиња, звезда итд, а на самом се крају говори и о неким римским легендама, али само о онима преузетим из ранијих књижевних дела. Његов Празнични календар (Fasti) обилује фоклорном грађом и објашњењима појединих римских светковина, обичаја и ритуала, али и ту се пре свега открива Овидијево дубинско познавање грчке митологије.

### Археолошки налази
Како се на темељу доступних литерарних извора не може закључити да су Римљани имали своју изворну митологију и да је она митологија која је данас позната настала пре 3. века п. н. е, научници су настојали да помоћу археолошких података и обавести о култу и ритуалу реконструишу њен првобитни садржај и развојни пут; али, ту се пре свега ипак ради тек о мање или више прихватљивим претпоставкама. На пример, на то да су се Етрушчани, као и Римљани, рано занимали за тројански циклус митова указује једна амфора из 6. века п. н. е, пронађена у Вулцију, на којој су приказани тројански краљ Пријам, бог Хермес те божице Хера, Атена и Афродита. Керамика и други остаци материјалне културе из 6. и 5. века п. н. е. пронађени у Риму и његовој околини украшени су разноврсним сликама грчких божанстава и митских сцена познатих из грчке књижевности; међу њима је и представа Енеје који на леђима носи Анхиза, што указује на то да је Римљанима овај мит био познат далеко пре Невија и Енија.

## Природа римског мита
Због снажних утицаја грчке и етрушчанске цивилизације, почев већ од 8. века п. н. е, покушано је да се римска религија изведе непосредно из прастаре индоевропске митологије, али опрезнији испитивачи само ларе, мане, пенате, Весту и Јупитера укључују у индоевропско наслеђе римске митологије; њима се брзо прикључују древна италска божанства, пре свега Мајка Земља, велика медитеранска божица, и Сатурн, који је касније преиначен у краља Аборигина, који је владао земљом током златног доба. Будући да је у римској религији ритуал заузимао оно средишње место које је код Грка припадало миту, неки истраживачи доводе у сумњу и само постојање домаће римске митологије. То је гледиште продукт романтизма и филолошких проучавања из 19. вака, која су грчку цивилизацију оцењивали као „аутентично креативнију”. Ипак, почев од ренесансе па све до 18. века римски су митови представљали плодан извор инспирације, нарочито за европско сликарство. Римско предање обилује историјским митовима, односно легендама, које објашњавају настанак и успон града Рима. Ове се приповести усредоточују на људе као главне делатнике, уз тек повремену интервенцију богова, али и уз свеприсутан осећај божански одређене судбине. У најстаријем римском раздобљу историја и мит међусобно се прожимају и надопуњују. Како примећује Т. П. Вајземан:

Римске су приче још увек важне, као што су биле важне Дантеу 1300. године, Шекспиру 1600. године и оснивачима Сједињених Држава 1776. године. Може ли велесила ипак бити република? Како се једна благонаклона власт претвара у опаку тиранију?

Римску митологију конструирају пре свега околности под којима се развијала римска држава, па се и у римској религији и митологији могу уочити три темељне развојне фазе у историји Рима: Рим као село, Рим као град, Рим као светска метропола. Најстаријом римском религијом господаре силе које владају пољима, које пуне житнице или штите поседе, а целокупни је култ везан за живот земљорадника и пастира; томе треба додати велики број божанских сила, тзв. индигета (тј. „оних који делују изнутра”), нпр. Limentinus (bog praga), Levana (која диже дете са земље), Fabulinus (која учи дете да говори), Robigo (која чува жито од болести), Febris (bогиња грознице), а чак је и deus Rediculus, који је одвратио Ханибала од напада на Рим, добио у граду свој храм. Међутим, тако велик број богова не значи и развијену теологију и митологију: сва су та божанства лишена индивидуалних црта и међу њима нема генеалошких веза, те се заправо ради о некој врсти „демонских бића”.